# Gamace Competició
Gamace Competició fou una entitat esportiva catalana dedicada a l'automobilisme que tingué activitat entre 1977 i 1983. El seu nom era l'acrònim dels cognoms dels seus fundadors: Garcia, May i Cerdà. El 1983, l'entitat es fusionà amb l'escuderia Mitalo Competició -nascuda el 1978- i passà a anomenar-se Escudería Gamace MC Competició. Els seus pilots més destacats foren Oriol Gómez (més tard, pilot del Mundial de Ral·lis amb SEAT) i Manuel Muniente (qui esdevingué pilot oficial Peugeot). L'escuderia va estar presidida per Alfons Cerdà.